# Athol (Idaho)
Athol ist eine Stadt im Kootenai County im US-Bundesstaat Idaho. Das U.S. Census Bureau hat bei der Volkszählung 2020 eine Einwohnerzahl von 709 ermittelt.
Athol ist bekannt für den Themenpark Silverwood. Mehrere Kilometer östlich der Stadt liegt der historische Farragut State Park am südlichen Ende des Lake Pend Oreille.

## Geschichte
Ein Postamt namens Athol ist seit 1895 in Betrieb. Offiziell als Gemeinde registriert ist der Ort seit 1909.

## Name
Die Stadt ist möglicherweise nach dem Duke of Atholl benannt.

## Geografie
Athol befindet sich auf einer Höhe von 729 m über dem Meeresspiegel.
Nach Angaben des United States Census Bureau hat die Stadt eine Gesamtfläche von 2,05 Quadratkilometern, wovon alles Land ist.

## Demografie
Der Ort hatte 2020 709 Einwohner.

### Bevölkerungsentwicklung
| Bevölkerungsentwicklung | Bevölkerungsentwicklung | Bevölkerungsentwicklung |
| Jahr                    | Einwohner               | %±                      |
| ----------------------- | ----------------------- | ----------------------- |
| 1910                    | 281                     | —                       |
| 1920                    | 180                     | −35,9 %                 |
| 1930                    | 116                     | −35,6 %                 |
| 1940                    | 120                     | 3,4 %                   |
| 1950                    | 226                     | 88,3 %                  |
| 1960                    | 214                     | −5,3 %                  |
| 1970                    | 190                     | −11,2 %                 |
| 1980                    | 312                     | 64,2 %                  |
| 1990                    | 346                     | 10,9 %                  |
| 2000                    | 676                     | 95,4 %                  |
| 2010                    | 692                     | 2,4 %                   |
| 2020                    | 709                     | 2,4 %                   |